# 小行星9946
小行星9946（英語：9946）是一颗围绕太阳公转的小行星。1990年7月29日，亨利·E·霍爾特在帕洛马山发现了此天体。
这颗小行星的绝对星等为282.0807721801541等。